# Gurjão
Gurjão is een gemeente in de Braziliaanse deelstaat Paraíba. De gemeente telt 3.093 inwoners (schatting 2009).